# Малатіни
Малатіни (словац. Malatíny) — село, громада округу Ліптовський Мікулаш, Жилінський край, регіон Ліптов. Кадастрова площа громади — 4,18 км².
Населення 229 осіб (станом на 31 грудня 2018 року).

## Географія
Протікає річка Малатінка.

## Історія
Малатіни згадуються 1270 року.

## Населення
| Рік:            | 1994. | 2004.   | 2014.    | 2024.    |
| --------------- | ----- | ------- | -------- | -------- |
| Кількість осіб: | 162   | 149     | 201      | 259      |
| Різниця:        |       | -8,02 % | +34,89 % | +28,85 % |

| Рік:            | 2023. | 2024. |
| --------------- | ----- | ----- |
| Кількість осіб: | 259   | 259   |
| Різниця:        |       | +0 %  |